# Giuseppe Giacosa

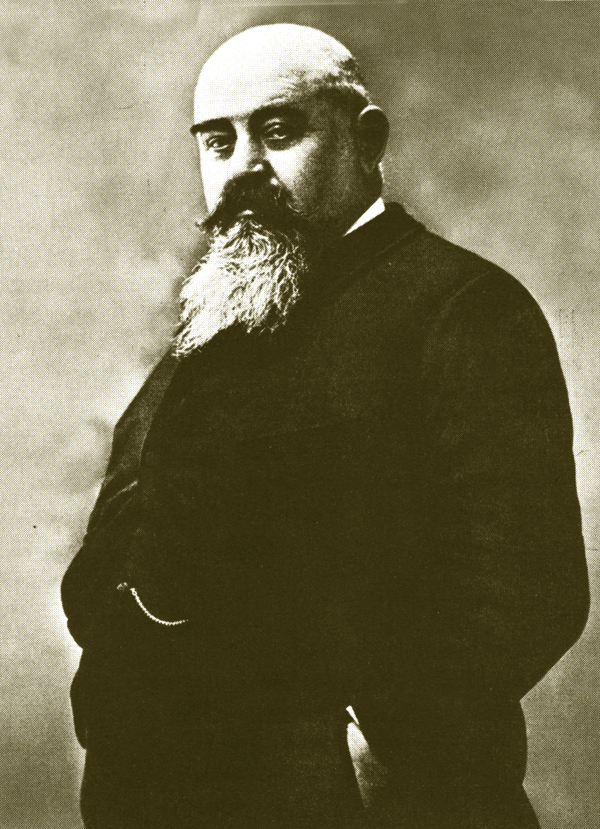
Giuseppe Giacosa

Giuseppe Giacosa (* 21. Oktober 1847 in Colleretto Giacosa, Italien; † 1. September 1906 ebenda) war ein italienischer Dichter, Schauspieler und Librettist.
Giacosa arbeitete als Librettist vor allem gemeinsam mit Luigi Illica und dem Komponisten Giacomo Puccini zusammen. Sein Geburtsort, Colleretto Parella, wurde nach ihm umbenannt.

## Werke (Auswahl)
- Sündige Liebe (1887)
- Rechte der Seele (1894)
- La Bohème (1896)
- Tosca (1900)
- Madama Butterfly (1904)